# 辻荘一
辻 荘一（つじ しょういち、1895年（明治28年）12月20日 - 1987年（昭和62年）4月21日 ）は、日本の音楽学者。専攻は西洋音楽史。特にキリスト教音楽の歴史。立教大学名誉教授。

## 経歴
出生から修学期
1895年、岐阜県生まれ。東京帝国大学文学部で学び、弘田龍太郎、田村寛貞に師事。1920年に同大学を卒業。
音楽史研究者として
1923年（大正12年）、立教大学文学部教授に就任。キリスト教音楽史の講義を担当した。同年立教大学グリークラブを創部した。また、週に1度、母校である東京大学文学部で非常勤講師を務めた。東大での教え子に、音楽学者の皆川達夫がいる。
戦後、日本音楽学会の設立に尽力し、1964年4月から1970年3月には第2代会長も務めた。
1960年（昭和35年）、「立教大学メサイア演奏会」を始めることを強く提案し、専任講師の皆川達夫と共に大学内に正式な準備委員会を発足させる。そして1962年（昭和37年）12月22日、指揮者に東京芸術大学教授の金子登を迎え、文京公会堂にて第1回「立教大学メサイア演奏会」が開催されるに至った。メサイア演奏会は、2021年（令和3年）に、第60回となった。
1961年（昭和36年）3月、38年間勤務した立教大学を定年退職。同年4月からは国立音楽大学教授として教鞭をとった。また、社会福祉法人滝乃川学園第8代理事長を務めた。

## 受賞・栄典
- 勲四等旭日小綬章を受章。
- 1980年：日本キリスト教文化協会よりキリスト教功労者の表彰を受ける[3]。

## 研究内容・業績
西洋音楽、中でもキリスト教音楽史の研究を専門とした。近代日本は西洋音楽を取り入れ、音楽家も育ってきたが、その根底にあるキリスト教音楽への理解は欠乏しているのではないかと考え、『キリスト教音楽の歴史』(1979年)などを著した。戦前から戦後にかけて、日本音楽学会の設立に寄与するなど、日本における音楽学の発展に貢献した。
辻荘一・三浦アンナ記念学術賞について
没後、優れた音楽・美術研究者を表彰する「辻荘一・三浦アンナ記念学術賞」が創設された。1988年の最初の辻荘一賞は、バッハ研究者の礒山雅（国立音楽大学助教授）が受賞し、立教学院諸聖徒礼拝堂において授賞式が行なわれた。選考委員長は皆川達夫が務めた。2018年には30周年記念行事が行われた。

## 家族・親族
- 子：辻啓一（1923-91）は化学者・音楽評論家。
- 子：辻成史は美術史家で大阪大学名誉教授。

## 著作
著書
- 『西洋音楽概論』大村書店 1924 doi:10.11501/982279
- 『シューベルト 生活と作品』音楽之友社 1950
- 『音楽の歴史と聴き方』至文堂 学生教養新書 1952
- 『J.Sバッハ』岩波新書 1955
  - 『J・S・バッハ』1982
- 『西洋音楽小史』カワイ楽譜 1971
- 『キリスト教音楽の歴史』日本基督教団出版局 1979

編共著
- 『ヘンデルグロリアパトリ：総譜表』編 南葵音楽図書館 1928
- 『日本音楽集成 第1編 雅楽 第1輯(催馬楽) 』兼常清佐共編 南葵音楽図書館 1930
- 『音楽講座 第16篇 宗教音楽』共著 学芸社 1933
- 『声楽・合唱辞典』清水脩,山本金雄共監修 カワイ楽譜 1970

翻訳
- 『音楽と詩歌との境』アムブロオス著、岩波書店 音楽叢書 1926
  - 改題『音楽と詩の限界』A.W.アンブロース（英語版）著、音楽之友社(音楽文庫) 1952
- 『フランツ・シユウベルト』グロウヴ著、岩波文庫 1935
- 『ベートーヴェン　第四交響曲 変ロ長調』解説 音楽之友社 1948
- 『バッハ』シュウァイツァー著、山根銀二共訳 岩波書店 1955-58
- 『オルガンの名曲 演奏・鑑賞の手引』V.ルーカス（ドイツ語版）著、藤野薫共訳 パックスエンタープライズ 1983